# Гонка 2
«Гонка 2» (англ. Race 2) — индийский фильм 2013 года режиссёров Аббас и Мастан Бурмавалла, сиквел киноленты «Гонка» 2008 года. В фильме вновь появляются герои первой части Ранвир Сингх и Роберт де коста, сыгранные Саифом Али Ханом и Анилом Капуром, а также несколько новых персонажей в исполнении Джона Абрахама, Дипики Падуконе и Амиши Патель. Бипаша Басу, снявшаяся в главной роли в первом фильме, появляется в небольшой камео-роли.

## Сюжет
Ранвир Сингх, герой предыдущего фильма серии, встречается с владельцем казино Викрамом и предлагает ему купить машинку печатающую евро. Для её покупки Викрам берёт в долг 500 миллионов у мафиози Армана Малика. Однако машинка оказывается ловким трюком и Викрам вынужден отдать все пять своих казино Арману в счёт уплаты долга.
Эта афера была совместной затеей Ранвира и Армана, спланированной ими неделей ранее, когда их свёл вместе старый знакомый Ранвира — детектив Роберт «РД» де Коста. В честь удачного исполнения задуманного Ранвир, Арман и его сводная сестра Алина устраивают вечеринку. На ней Ранвир встречает подругу Армана Омишу и видит у неё фотографию своей жены Сонии.
После вечеринки Ранвир рассказывает РД и его помощнице Черри, что он связался с Арманом, так как он виновен в смерти его жены Сонии. Ранвир пытается выяснить, что связывает Омишу с его женой, и та сообщает ему, что она её сестра Таня, которая сблизилась с Арманом, чтобы убить его. Ранвир делится в РД планом следующей аферы с участием туринской плащаницы, с помощью которой он собирается лишить Армана всего, что он имеет. Ему также удается посеять сомнения в брате в сердце Алины. Но РД в страхе раскрывает его план Арману.
После удачного похищения плащаницы, участники решают отметить это бокалом вина. Неожиданно Ранвиру становится плохо. Алина признается, что выбрала сторону родственника и подмешала в бокал яд, а Омиша — в том, что она не сестра Сонии, и Арман всё время знал, кто такой Ранвир.
Они забирают плащаницу и улетают на частном самолете. В самолете Арман достает пистолет и собирается избавиться от сестры, чтобы не делиться деньгами. Но в этот момент за неё вступаетс тот, кого они уже не ожидали увидеть.

## В ролях
- Саиф Али Хан — Ранвир Сингх
- Джон Абрахам — Арман Малик
- Дипика Падуконе — Алина Малик
- Анил Капур — детектив Роберт «РД» де Коста
- Амиша Патель — Черри, помощница РД
- Бипаша Басу — Сония Сингх (камео)
- Жаклин Фернандес — Омиша
- Раджеш Кхаттар — Викрам Тхапар, владелец казино
- Адитья Панчоли — Анза, крестный отец мафии

## Саундтрек
| Оценки критиков   | Оценки критиков |
| Источник          | Оценка          |
| ----------------- | --------------- |
| Bollywood Hungama | [ 3 ]           |
| Score             | [ 4 ]           |
| Planet Bollywood  | [ 5 ]           |

| №  | Название                   | Исполнители                                                                                            | Длительность |
| -- | -------------------------- | --- | ------------ |
| 1. | «Party on My Mind»         | KK, Шефали Алварес и Йо Йо Хани Сингх                                                                  | 3:43         |
| 2. | «Be Intehaan»              | Атиф Аслам, Сунидхи Чаухан                                                                             | 4:51         |
| 3. | «Lat Lag Gayee»            | Бенни Дайял, Шалмали Кхолгаде                                                                          | 4:45         |
| 4. | «Allah Duhai Hai» (Remake) | Атиф Аслам, Притам, Вишал Дадлани, Анушка Манчанда, Риту Патхак и Мичи Уан                             | 4:16         |
| 5. | «Party on My Mind» (Remix) | KK, Притам, Шефали Алварес                                                                             | 4:41         |
| 6. | «Be Intehaan» (Remix)      | Атиф Аслам, Притам, Сунидхи Чаухан                                                                     | 5:15         |
| 7. | «Allah Duhai Hai» (Remix)  | Атиф Аслам, Притам, Вишал Дадлани, Анушка Манчанда, Риту Патхак и Мичи Уан                             | 4:13         |
| 8. | «Be Intehaan» (Unplugged)  | Рахул Вайдия и Притам                                                                                  | 3:59         |
| 9. | «Race 2» (Mashup)          | KK, Притам, Атиф Аслам, Йо Йо Хани Сингх, Бенни Дайял, Вишал Дадлани, Шалмали Кхолгаде, Шефали Алварес | 4:09         |

## Критика
| Рейтинги           | Рейтинги                                                                           |
| Издание            | Оценка                                                                             |
| ------------------ | ---------------------------------------------------------------------------------- |
| The Times of India | 3 из 5 звёзд · 3 из 5 звёзд · 3 из 5 звёзд · 3 из 5 звёзд · 3 из 5 звёзд           |
| The First Post     | 3 из 5 звёзд · 3 из 5 звёзд · 3 из 5 звёзд · 3 из 5 звёзд · 3 из 5 звёзд           |
| Bollywood Hungama  | 2,5 из 5 звёзд · 2,5 из 5 звёзд · 2,5 из 5 звёзд · 2,5 из 5 звёзд · 2,5 из 5 звёзд |
| CNN-IBN            | 2,5 из 5 звёзд · 2,5 из 5 звёзд · 2,5 из 5 звёзд · 2,5 из 5 звёзд · 2,5 из 5 звёзд |
| Hindustan Times    | 2 из 5 звёзд · 2 из 5 звёзд · 2 из 5 звёзд · 2 из 5 звёзд · 2 из 5 звёзд           |
| NDTV               | 1,5 из 5 звёзд · 1,5 из 5 звёзд · 1,5 из 5 звёзд · 1,5 из 5 звёзд · 1,5 из 5 звёзд |

Мадхурита Мукерджи из The Times of India оценила фильм на 3 из 5, оставив комментарий «Кражи, горячие красотки, рулетка, мчащиеся автомобили, гаджеты и приколы — режиссёрский дуэт Аббас-Мастан вставили всё это с напыщенной роскошью, если бы не захватывающий сюжет, который шокирует и ошеломляет». Аналогичную оценку поставила Рубина Хан из The First Post, добавив что «„Гонка 2“ обеспечивает то, что обещает — красивый актерский ансамбль, экзотические места, автомобили, взрывы, месть, похоть и любовь, пару хороших музыкальных треков и, самое главное, сюжет, которой раскрывается в захватывающем темпе». Таран Адарш из Bollywood Hungama дал фильму 2.5 звезды из 5 и сказал «Сценарий не выдерживает критики, фильму не хватает остроты, кульминация далека от эффектной и в целом, „Гонка 2“ бледнеет по сравнению с „Гонкой“». Такую же оценку поставил картине Раджив Масанд из CNN-IBN, заметив «Фильм не имеет претензий на интеллектуальность; его единственная цель заключается в предоставлении возможности приятно провести время. В этом он по большей части имеет успех». На 2 из 5 оценила фильм Анупама Чопра из Hindustan Times, написав «Режиссёрский дуэт Аббас-Мастан не имеют никаких претензий к тому, что они делают — неумеренная масала с примесью мести, долей ограбления и персонажами, которые либо демонстрируют свои точеные тела в замедленном движении, либо предает друг друга». Ещё более низкую оценку поставил фильму Сайбал Чаттерджи из NDTV.